# Італо Бальбо
І́тало Ба́льбо (італ. Italo Balbo; 6 червня 1896, Феррара, Королівство Італія — 28 червня 1940, Тобрук, Італійська Лівія) — італійський військовий та політичний діяч, близький соратник Беніто Муссоліні, один із засновників та лідерів чорносорочечників, маршал авіації (від 13 серпня 1933 року), міністр авіації Італії та генерал-губернатор Італійської Лівії, постійний член Великої фашистської ради як один із лідерів Маршу на Рим.

## Ранні роки
Італо Бальбо народився 1896 року у Феррарі у багатодітній сім'ї шкільних учителів, у якій він був п'ятою дитиною.
Італо пішов до школи у віці 5 років, проте у процесі здобуття освіти пропустив п'ятий клас і внаслідок цього вступив до середньої школи вже у віці 9 років. Через це він зіткнувся з багатьма труднощами, адже на фоні ровесників Бальбо ніколи не вирізнявся яскраво вираженим талантом до навчання, хоча пізніше, за часів режиму Муссоліні, фашистська пропаганда малювала навколо нього образ всебічно розвиненого хлопчика-вундеркінда.
Однак з дитинства Італо вирізнявся на фоні ровесників великою політичною активністю та навіть намагався взяти участь у повстанні в Албанії під керівництвом Річчіотті Гарібальді (сина національного героя Італії Джузеппе Гарібальді). Крім того, Бальбо дуже цікавився протистоянням між республіканцями та монархістами, схиляючись у своїх ідеологічних переконаннях до перших. Він відверто захоплювався промовами відомого в Італії революціонера Чезаре Батісті та навіть певний час був його особистим тілоохоронцем.
1913 року Італо вступив до університету Сан-Марино, проте не зміг його закінчити.

## Перша світова війна
Одразу з початком Першої світової війни Італо став прихильником ідеї вступу в неї Італії, що йшло всупереч офіційній політиці держави.
Коли Італія все ж вступила в Першу світову війну на стороні Антанти, Італо одразу пішов добровольцем до італійської армії та розпочав службу у 8-му альпійському полку, проте не брав активної участі у бойових діях. Уже в листопаді 1915 року він повернувся додому до Феррари. Проте великі втрати серед особового складу італійців у перші місяці війни сприяли пом'якшенню вимог, які ставилися кваліфікаційними комісіями претендентам на отримання офіцерських звань, що дало Бальбо можливість здобути звання лейтенанта.

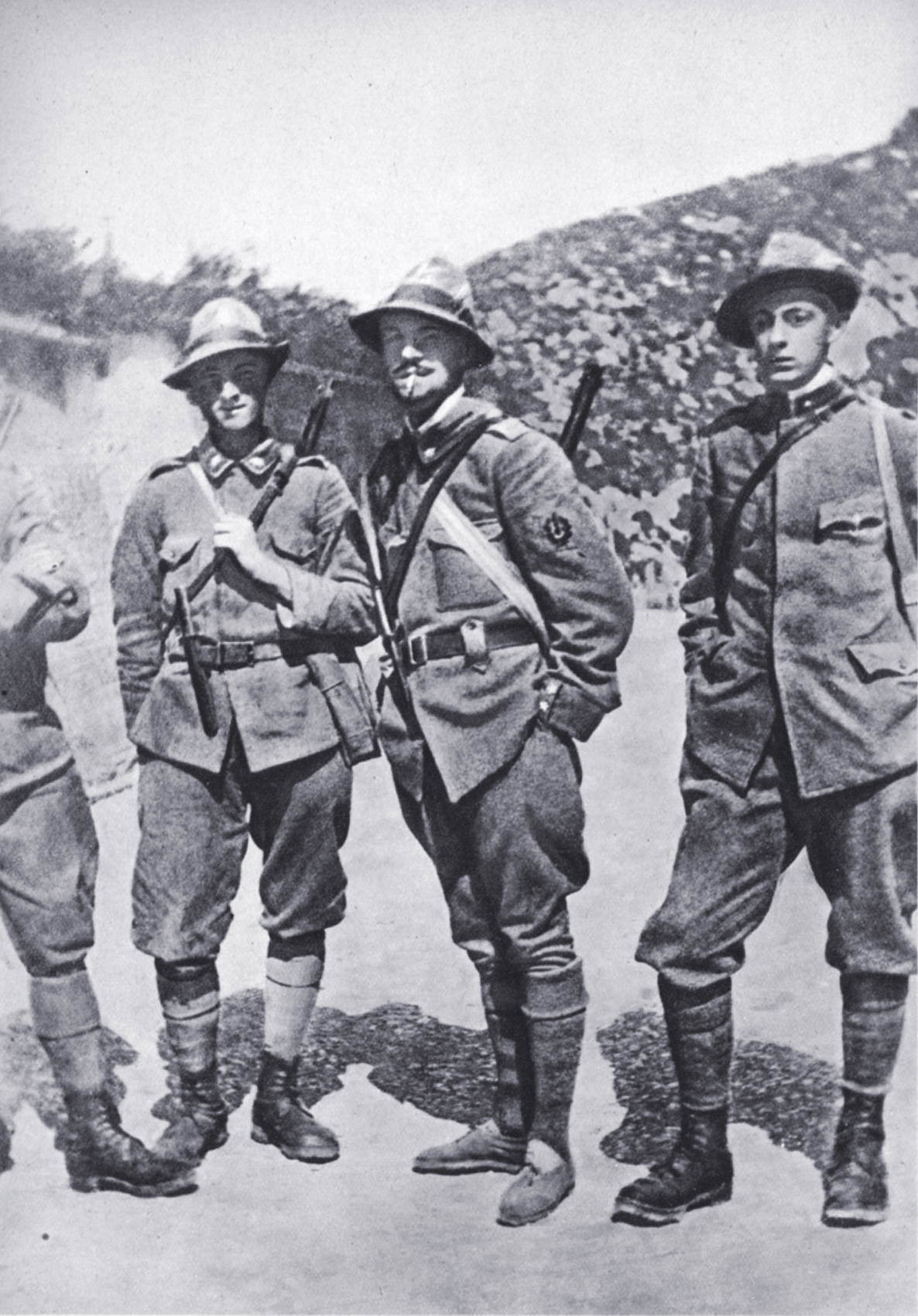
Італо Бальбо у ролі офіцера 7-го альпійського полку, 1917

У квітні 1917 року Італо повернувся до армії, де його відправили в Карнійські Альпи. Тут він, отримавши офіцерське звання, 16 жовтня 1917 року покинув свою частину і добровольцем вирушив на льотну підготовку в Турин. За декілька днів після цього італійська армія була розбита у битві при Капоретто, через що Бальбо був змушений повернутися на фронт та очолити штурмовий взвод у складі 7-го альпійського полку. Героїчно проявив себе у битві при Вітторіо-Венето, брав участь у боях на горі Граппа.
За проявлену у війні мужність та хоробрість був нагороджений бронзовою та двома срібними медалями, отримав звання капітана.

## Післявоєнний період
Після завершення Першої світової війни Італо почав навчання у Флорентійському університеті в інституті соціальних наук. Здобув освіту юриста та ступінь із соціальних наук за дисертацію «Економічні та соціальні погляди Джузеппе Мадзіні», написану під керівництвом історика Нікколо Роділоко, почав журналістську діяльність у ролі головного редактора військового тижневика, якого сам із друзями й заснував.
Пізніше Бальбо повернувся до Феррари, де працював у банку. У 1920 році вступив до масонської ложі Феррари та Національної фашистської партії. 13 лютого 1921 року він очолив партійний відділ Феррари та місцеві загони сквадристів. Солдати Бальбо, спонсоровані місцевими землевласниками, шляхом каральних місій та політичних убивств боролися з виступами робітників, що провокувалися соціалістами та комуністами. Крім того, Італо зі своїми підлеглими силою змушували місцевого префекта фінансувати заходи проти безробіття. У травні 1922 року Бальбо організував погроми в Пармі, що ледве не переросли у пряме зіткнення з армією.
18 лютого 1923 року Італо покинув свою масонську ложу, адже всього за три дні Велика фашистська рада заборонила членам Національної фашистської партії бути членами масонських лож.

### Політична діяльність

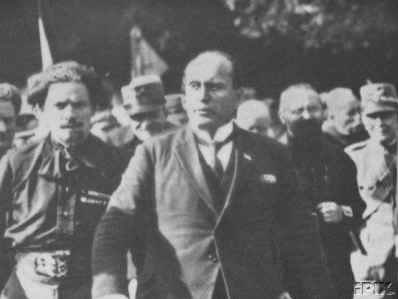
Італо Бальбо (ліворуч) разом із Беніто Муссоліні

До 1922 року Італо вже був одним із лідерів партії та був обраний Муссоліні на роль одного з Квадрумвірів, які мали очолити Марш на Рим. Він же мав обрати ще двох (Мікеле Біянкі вже був призначений на цю роль). Бальбо запропонував дуче кандидатури де Веккі та Де Боно. Разом вони вчотирьох на чолі колон фашистів здійснили марш із Мілану до Риму, сприявши призначенню Муссоліні на посаду очільника уряду Італії. В Римі Бальбо очолював каральні місії проти своїх політичних опонентів, які намагалися протистояти фашистам.
Після того, як Беніто Муссоліні сформував новий уряд, Бальбо став одним із засновників Великої фашистської ради та її постійним членом як один із Квадрумвірів. 1923 року Бальбо став одним із головнокомандувачів сквадристів (разом із Де Боно та де Веккі), 1925 року — заступником міністра національної економіки.
Однак уже на цьому етапі дуче почав розглядати колишнього поплічника у ролі можливого політичного конкурента.

### Авіація
6 листопада 1926 року Бальбо був призначений державним секретарем у Міністерстві авіації, попри наявність у нього лише невеликого досвіду служби в авіації. Тому він пройшов інтенсивний курс льотної підготовки, ознайомившись з основами авіаційної справи, та розпочав формування Королівських ВПС Італії. 19 серпня 1928 року йому було присвоєно звання генерала авіації, а 12 вересня 1929 року Бальбо став міністром авіації замість Беніто Муссоліні, який раніше обіймав цю посаду.

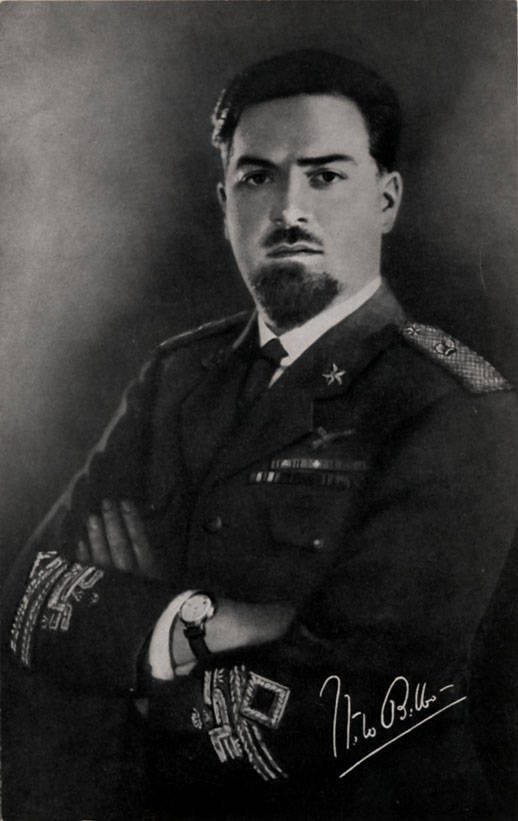
Маршал авіації Італо Бальбо

Саме цей історичний період характеризувався підвищеним інтересом світової спільноти до аеронавтики. Сам Бальбо зробив значний внесок у розвиток цієї галузі, очоливши два трансатлантичні перельоти флотилій гідропланів.
Перший переліт відбувся наприкінці 1930 року, коли 12 гідропланів здійснили переліт від Італії до Бразилії, де йому вручили Золоту авіаційну медаль ФАІ.
Другий переліт тривав із 1 липня до 12 серпня 1933 року. 24 гідроплани вилетіли з Риму та здійснили переліт за маршрутом Рим — Амстердам — Деррі — Рейк’явік — Картрайт — Шедіак — Монреаль — Озеро Мічиган. В честь даної події Муссоліні подарував місто Чикаго колону з Остії, яка й нині прикрашає собою парк міста. Влада Чикаго перейменував колишню «7-му вулицю» в «Бальбо-драйв» і влаштував великий парад на честь генерала. Франклін Рузвельт запросив Бальбо на обід та вручив йому Хреста льотних заслуг. Під час виступу в Медісон-Сквер-Гарден перед італійськими іммігрантами Бальбо сказав: «Гордіться тим, що ви італійці! З приходом до влади Муссоліні закінчилася ера приниження!» Після повернення Італо до Риму 12 серпня 1933 року йому було присвоєно звання маршала авіації. Більше це звання не присвоювалося нікому.
Після повернення до Італії Бальбо запропонував своє бачення реорганізованої італійської армії. Він виступав за те, щоб армія була скорочена до двадцяти дивізій, з яких було б десять моторизованих, п’ять альпійських і п’ять бронетанкових, усі добре оснащені, навчені та підготовлені для десантної війни, тоді як флот мав би три дивізії морської піхоти. Ідея Бальбо полягала в тому, що армія мала б стати експедиційною силою, яка могла б швидко переміщатися морем або навіть потягом. Однак така пропозиція була відкинута через фінансову складову, оскільки потребувала б безпрецедентного збільшення оборонного бюджету та великих витрат на швидку реалізацію даного плану маршала.

## Лівійський період

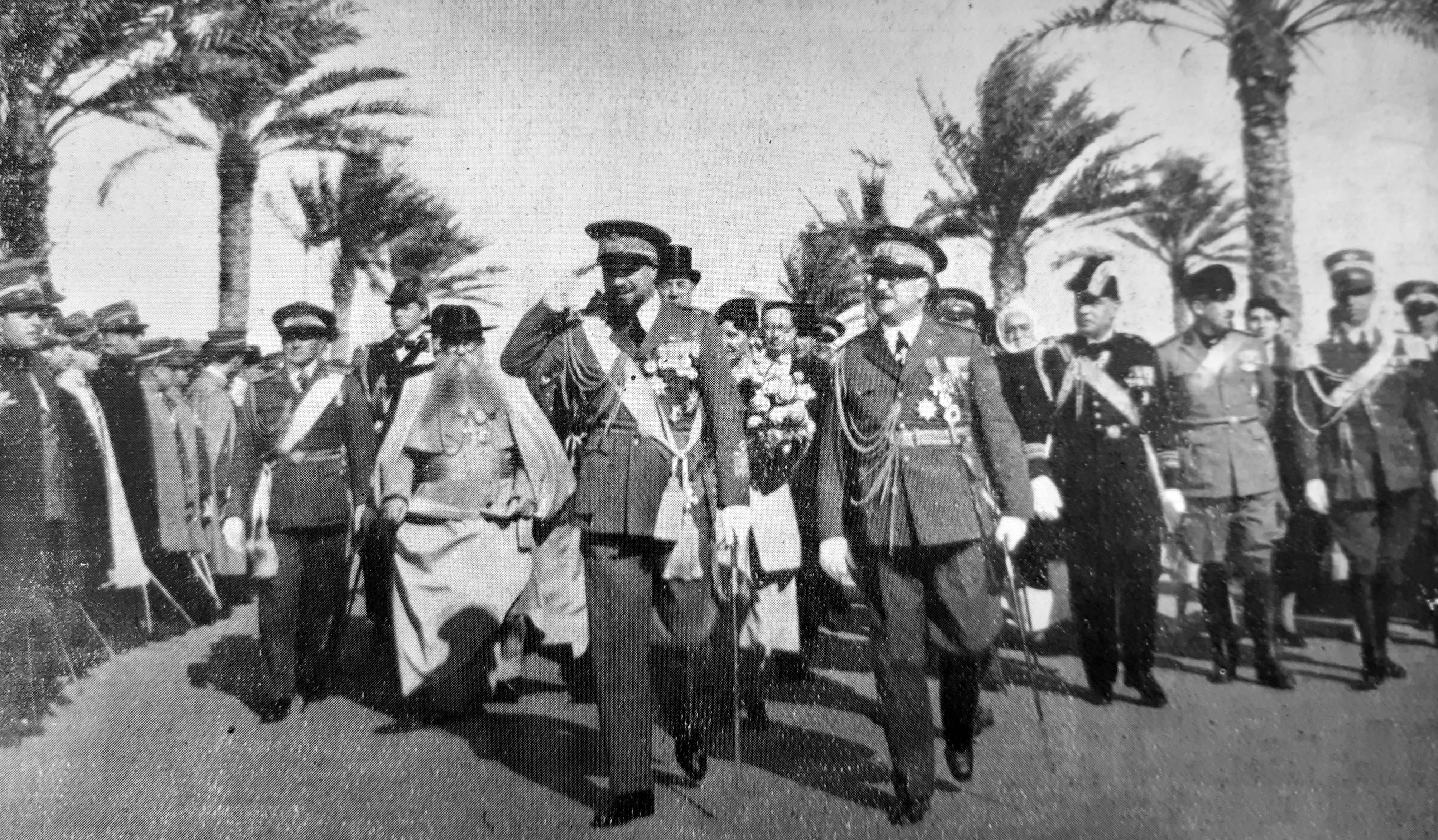
Італо Бальбо в Триполі, 1934

7 листопада 1933 року Бальбо був призначений генерал-губернатором Італійської Лівії. Муссоліні вважав, що маршал відкриє для Італії нові перспективи на теренах Африки (дуче планував захоплення Камеруну та створення сухопутного коридору, який поєднував би Камерун із Лівією, що мало б стати початком нової наддержави). Прямим завданням Бальбо було відстоювати інтереси Італії щодо територій, які відносилися до «сірої зони» (території, що ведуть до озера Чад від Туммо на заході та від Куфри на сході до Судану). Однак призначення генерал-губернатором Лівії було фактичним вигнанням з вищих ешелонів влади у Римі, адже Муссоліні вважав Бальбо загрозою як через його славу, так і, що більш важливо, через його близькі стосунки з кронпринцом Умберто та королівською сім'єю. 

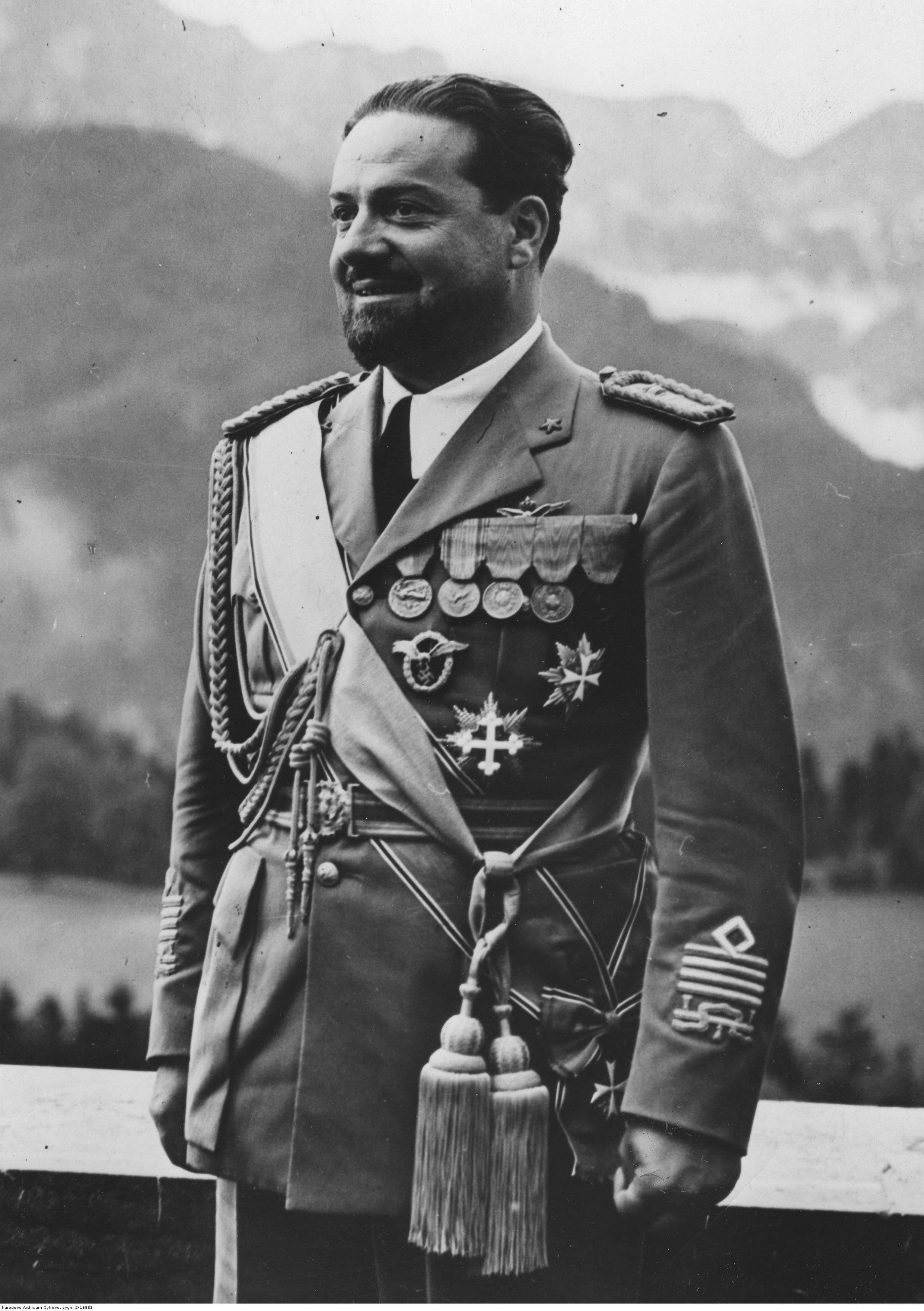
Маршал Італо Бальбо, 1939

У 1935 році у зв'язку із загостренням Абіссинської кризи Бальбо почав готувати плани нападу на Єгипет і Судан. Коли Муссоліні чітко заявив про свої наміри щодо захоплення Ефіопії, погіршилися відносини між Італією та Великобританією. Великобританія посилила свій флот у регіоні, а також свої військові сили в Єгипті. Бальбо думав, що, якщо Британія вирішить закрити Суецький канал, італійські військові транспорти не зможуть дістатися до Еритреї та Сомалі. Вважаючи, що запланована атака на Ефіопію перебуває під загрозою зриву, Бальбо попросив надіслати підкріплення до Лівії. 7-ма дивізія чорносорочечників і 700 літаків були негайно відправлені з Італії до Лівії. До 1 вересня 1935 року Бальбо таємно розгорнув італійські війська вздовж кордону з Єгиптом, проте, зрештою, Муссоліні відхилив надто амбітний план Бальбо щодо нападу на Єгипет і Судан.
1938 року Італо особисто очолював конвой із сімнадцяти кораблів, які перевозили 1800 сімей переселенців із Італії до Лівії, для розселення яких було спеціально засновано 26 нових сіл. Бальбо намагався організувати пропаганду навколо цієї події, але Муссоліні усіляко перешкоджав цьому, боячись надмірного звеличення фігури Бальбо в очах звичайних італійців.
Крім того, Італо намагався організувати розвиток інфраструктури в Лівії, адже там не вистачало портів, а ті, що були в наявності, залишалися погано захищеними. Західний кордон залишився майже неукріпленим, а східний — неукомплектованим військами. Не вистачало аеродромів.

## Друга світова війна
У 1939 році, після німецького вторгнення до Польщі, Бальбо відвідав Рим, щоб висловити своє невдоволення щодо підтримки Муссоліні Гітлера. Бальбо був єдиним високопоставленим фашистом, який публічно критикував цей аспект зовнішньої політики Муссоліні. Він стверджував, що Італія повинна вступити в союз зі Сполученим Королівством, але мало хто звертав увагу на такі думки маршала. Коли Бальбо повідомили про офіційний союз Італії з нацистською Німеччиною, він вигукнув: «Ви всі закінчите, чистячи німцям черевики!»
На момент вступу Італії у війну, Бальбо був генерал-губернатором Лівії та головнокомандувачем італійських військ у Північній Африці. Він був відповідальним за планування вторгнення в Єгипет. 31 березня 1940 року Беніто Муссоліні у своїй директиві окреслив стратегію, якої мав би дотримуватися маршал у випадку початку війни в Африці, за якою італійські війська в Лівії повинні були не атакувати, а оборонятися, адже доволі великим був ризик атаки союзників із двох напрямків. Проте після капітуляції Франції Бальбо отримав свободу дій. Він розташував більшість своїх сил вздовж кордону з Єгиптом, додатково перекинувши туди частини 10-ї армії. Кордон із Тунісом прикривати залишилися солдати 5-ї італійської армії. Для компенсації малої рухливості своїх військ Бальбо створив в аеропорту Кастель-Беніто перший в Італії парашутний батальйон, який у випадку початку активної фази конфлікту можна було десантувати в тил ворожої армії. І хоча сили британців в Африці були набагато менш численними у порівнянні з італійцями, Бальбо звітував перед дуче та начальником Генерального штабу Бадольйо про велику загрозу, яку вони несуть.
Попри те, що Бальбо висловлював багато занепокоєнь щодо дій Муссоліні та вищого військового керівництва Італії, він планував розпочати вторгнення до Єгипту 17 липня 1940 року (хоча сам Бадольйо вимагав почати наступ уже 28 червня 1940 року).

## Смерть
28 червня 1940 року Бальбо летів літаком до лівійського аеродрому Тобрук. Незадовго до його прибуття аеродром атакували британські літаки. Італійські протиповітряні батареї, що захищали аеродром, побачивши літак Бальдо, помилково прийняли його за ворожий і відкрили по ньому вогонь, коли він намагався приземлитися. Внаслідок цього літак був збитий, а весь екіпаж та всі пасажири загинули.

Почувши про смерть Бальбо, головнокомандувач Королівських ВПС на Близькому Сході Артур Лонгмор наказав літаку, який спеціально був відправлений для польоту над італійським аеродромом, щоб скинути вінок, висловити наступне повідомлення:
Королівські військово-повітряні сили Британії висловлюють свої співчуття у зв’язку зі смертю генерала Бальбо – великого лідера та бравого льотчика, знайомого мені особисто, якого доля поставила на інший бік барикад.

Артур Лонгмор 
Тіло Італо Бальбо було поховане біля Триполі 4 липня 1940 року. У 1970 році останки Бальбо були повернуті до Італії та поховані в Орбетелло сім'єю Бальбо після того, як Муаммар Каддафі погрожував знищити італійські кладовища в Триполі.